# Jérémy Parodi
Pour les articles homonymes, voir Parodi.
Jérémy Parodi est un boxeur français né le 23 avril 1987 à Toulon. Il a notamment remporté à seulement 21 ans le titre de champion de France de boxe anglaise professionnelle dans la catégorie super coqs. Élève de Ben Belachemi, il s'entraine au Boxing Club Hyerois (BCH) et a fait ses débuts professionnels le 20 octobre 2005.

## Palmarès
- Champion de l'union européenne 2008 (victoire aux points face à l'italien Fabrizio Trotta)
- Champion de France 2008 (victoire aux points face au nordiste Salem Bouaita) et en 2023[1]
- Champion du Monde IBF espoir 2009 (victoire aux points face au Russe Damir Bulatov)

## Style de boxe
Jérémy Parodi est un boxeur faisant preuve de grandes qualités techniques. Rapide et précis dans ses enchainements, il manque néanmoins de punch pour abréger plus souvent ses combats.

## Anecdote
- Il a participé à l'émission de télévision Fort Boyard aux côtés d'autres personnalités pour l'association « Grain de Sel ».